# مارك ماكليستر
مارك ماكليستر (بالإنجليزية: Mark McAllister)‏ (1 يناير 1971 بإنفرنيس في المملكة المتحدة - ) هو لاعب كرة قدم بريطاني في مركز الدفاع. لعب مع بولتون واندررز ونادي إنفرنيس ونادي فيشر أثليتيك وCaledonian F.C. ‏ ودولويتش هاملت.